# Raveniola concolor
Raveniola concolor là một loài nhện trong họ Nemesiidae.
Raveniola concolor được miêu tả năm 2000 bởi Zonstein.